# رشدية صغيرة الأوراق
رشدية صغيرة الأوراق (الاسم العلمي:Averrhoa microphylla) هي نوع من النباتات تتبع جنس الرشدية من الفصيلة الحماضية.